# Lepanthes sotoi
Lepanthes sotoi är en orkidéart som beskrevs av Fredy Archila. Lepanthes sotoi ingår i släktet Lepanthes och familjen orkidéer.
Artens utbredningsområde är Guatemala. Inga underarter finns listade i Catalogue of Life.